# Шалагінови
Шала́гінови (рос. Шалагиновы) — присілок у складі Котельницького району Кіровської області, Росія. Входить до складу Юр'євського сільського поселення.
Населення становить 13 осіб (2010, 31 у 2002).
Національний склад станом на 2002 рік — росіяни 97 %.